# Tuff Gong

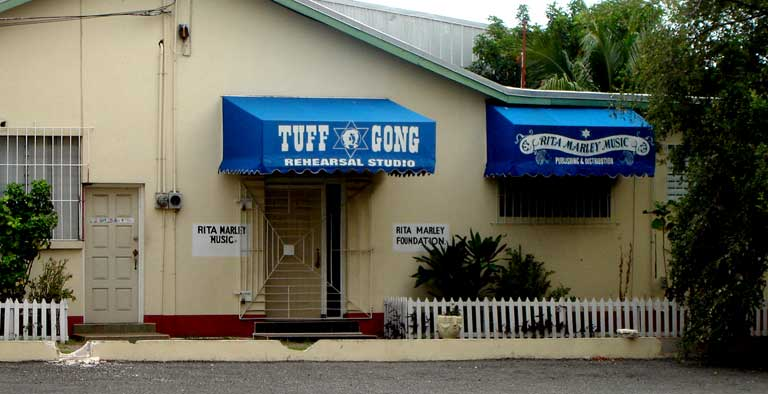
Tuff Gong

Tuff Gong is een platenlabel opgericht door de reggaeband The Wailers in 1970. Het werd genoemd naar de bijnaam van frontzanger Bob Marley.
De eerste single op het label was "Run for Cover" van The Wailers. In 1973 vestigden ze hun hoofdkantoor op 56 Hope Road, Kingston Jamaica, waar nu het Bob Marley Museum gevestigd is. Het label wordt verdeeld door Universal Music via The Island Def Jam Music Group.

## Kledinglijn
Er werd een gelijknamige kledinglijn opgericht door Rohan Marley, een van de zonen van Bob Marley, als eerbetoon aan zijn vader.